# 메르세데스-벤츠 CLK
메르세데스-벤츠 CLK 클래스(Mercedes-Benz CLK-Class)는 다임러 AG가 제조해 메르세데스-벤츠로 판매된 승용차이다.

## 1세대(C208/A208)

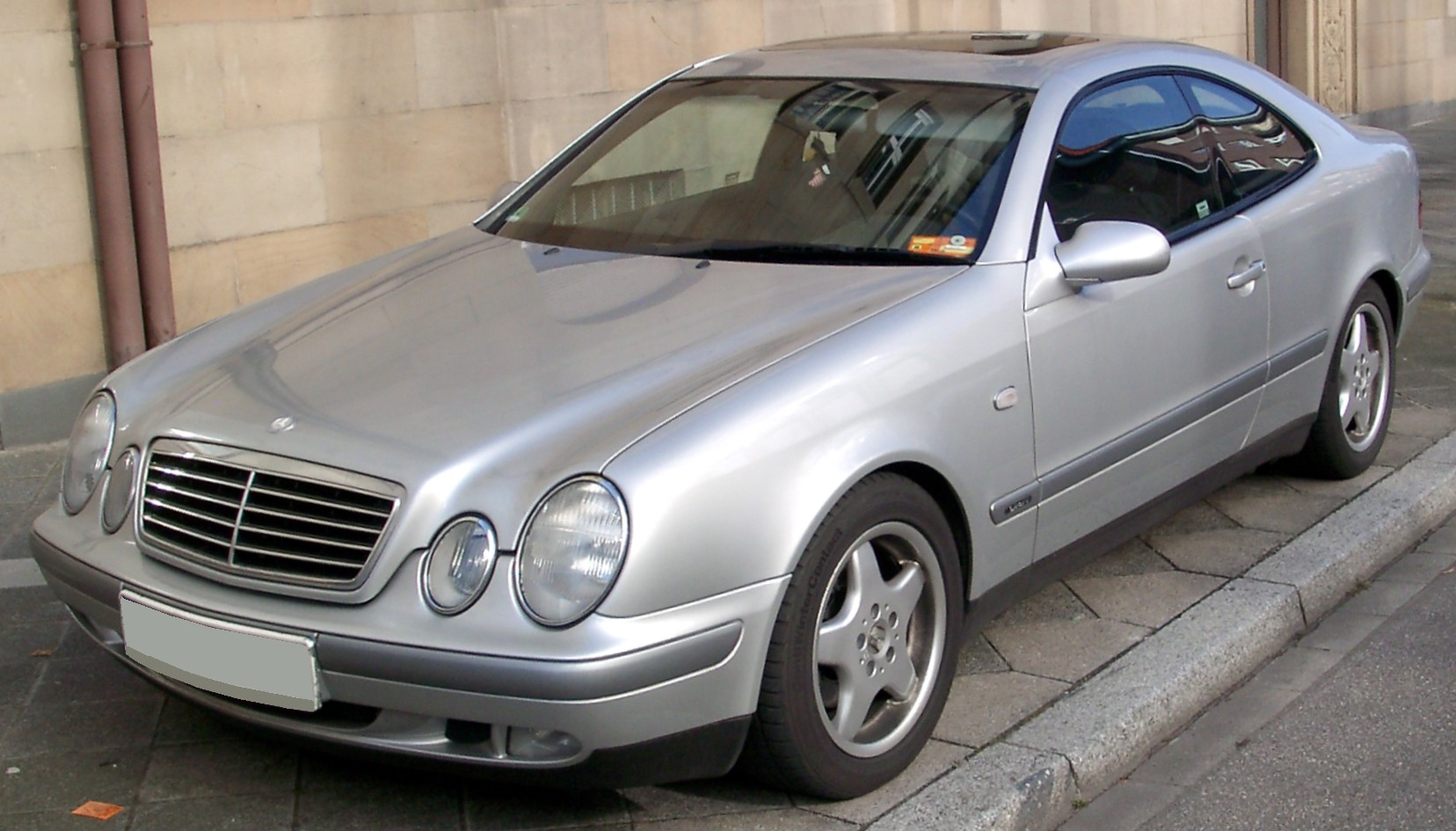
메르세데스-벤츠 CLK 클래스(전기형) 정측면

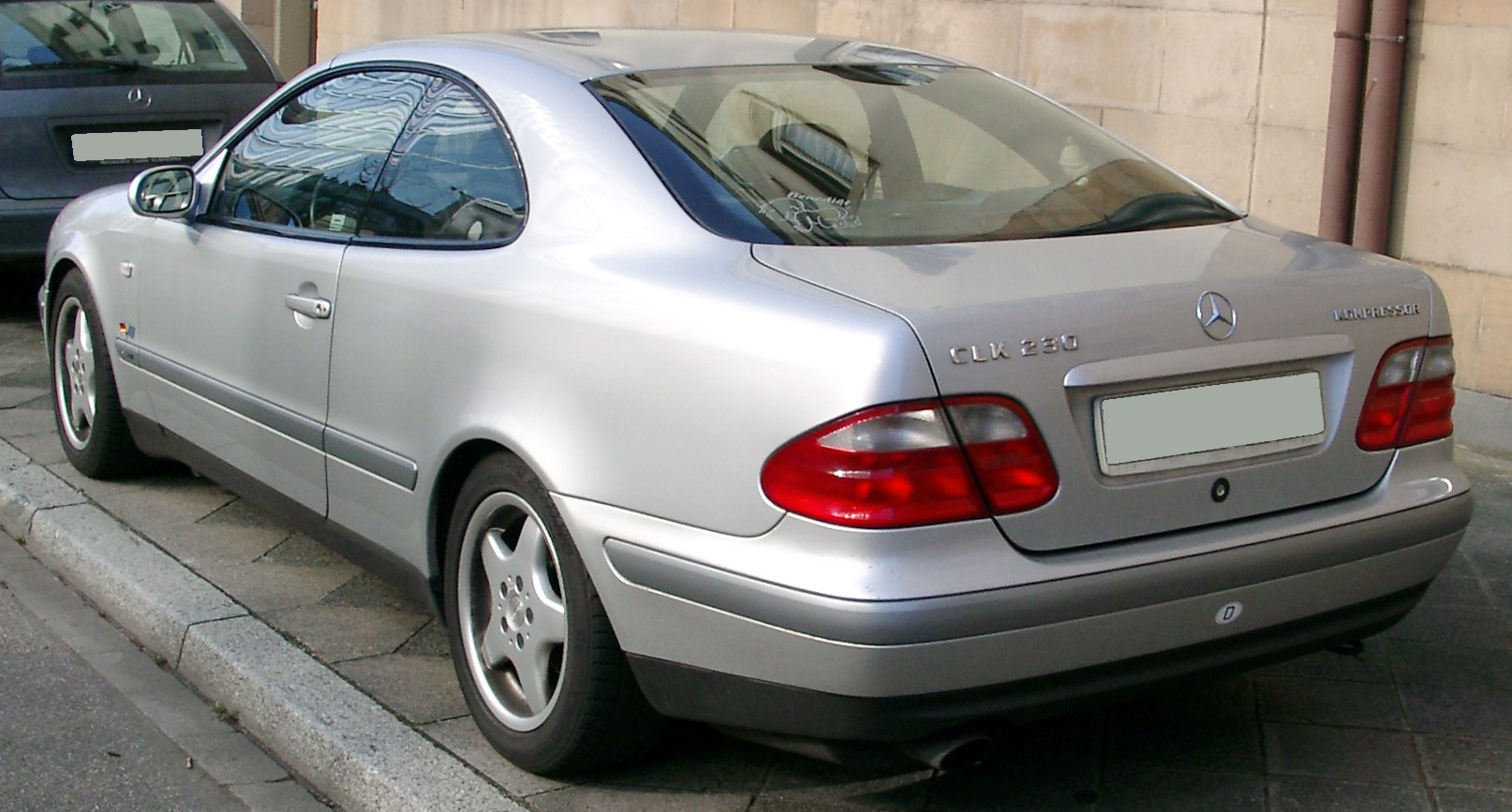
메르세데스-벤츠 CLK 클래스(전기형) 후측면

1997년에 출시되었다. 외관상으로는 E 클래스와 비슷하나, 실제로는 C 클래스(W202)를 베이스로 하였다. C208은 쿠페, A208은 카브리올레의 코드 네임이다.

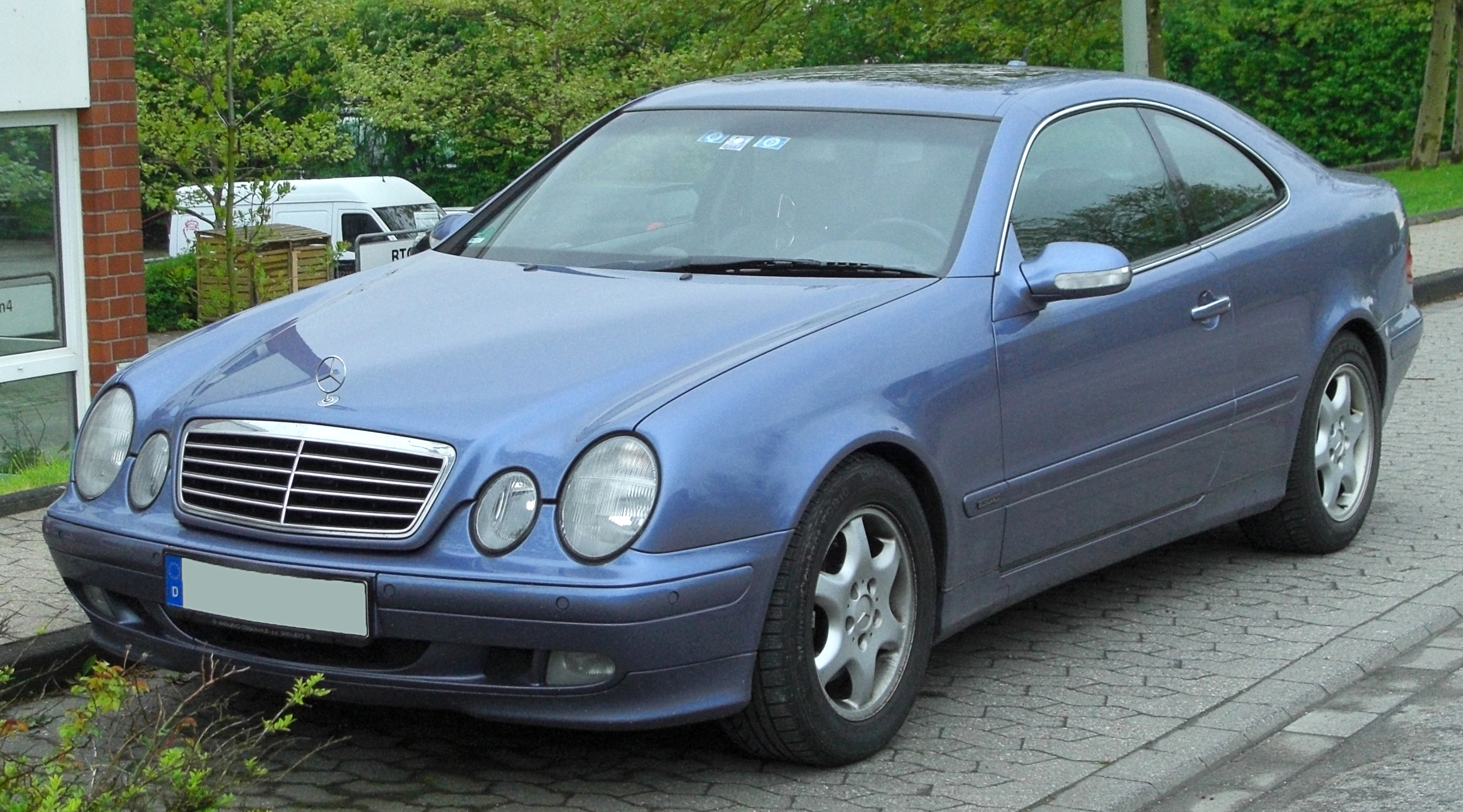
메르세데스-벤츠 CLK 클래스(후기형) 정측면
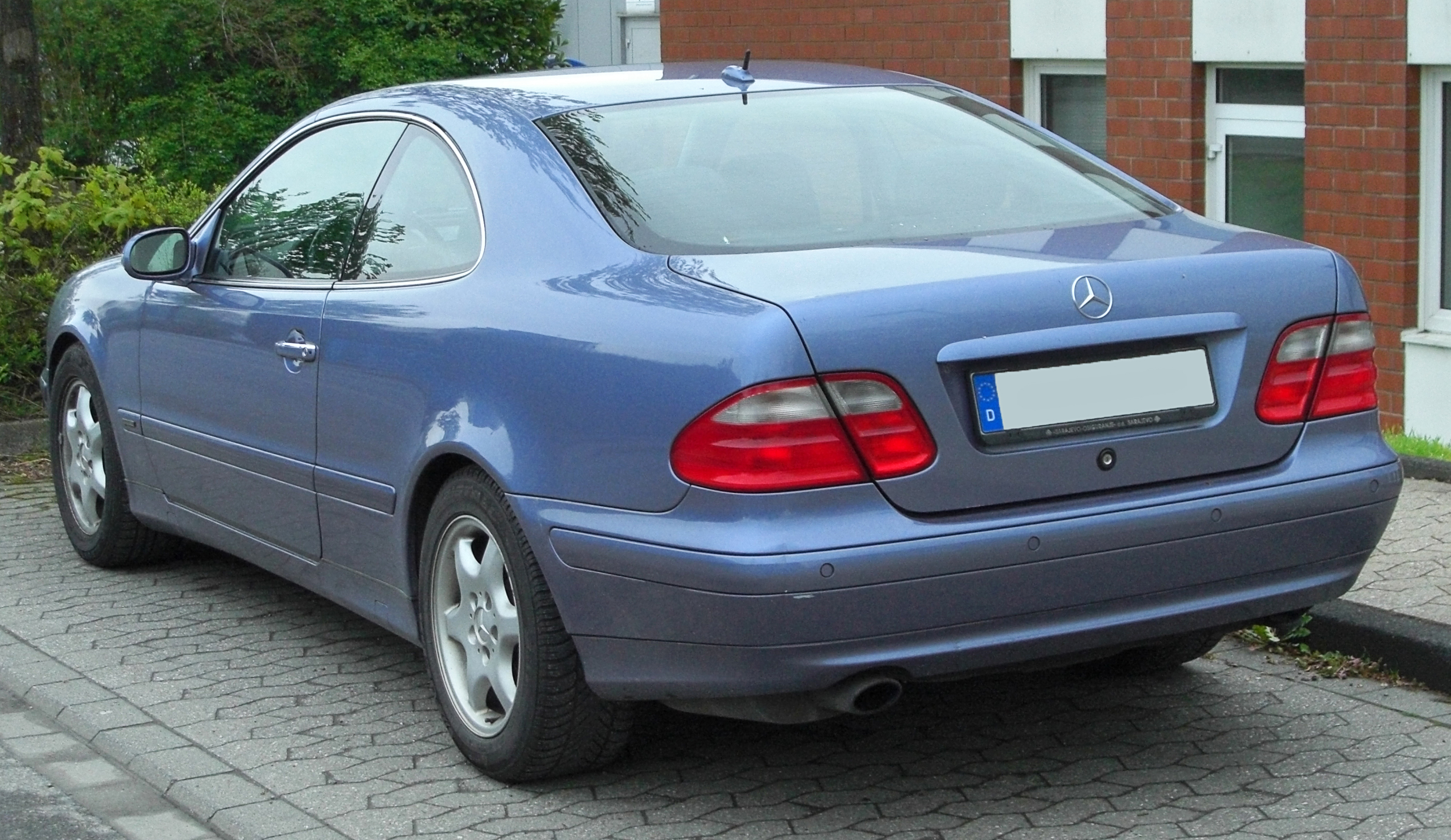
메르세데스-벤츠 CLK 클래스(후기형) 후측면

## 2세대(C209/A209)

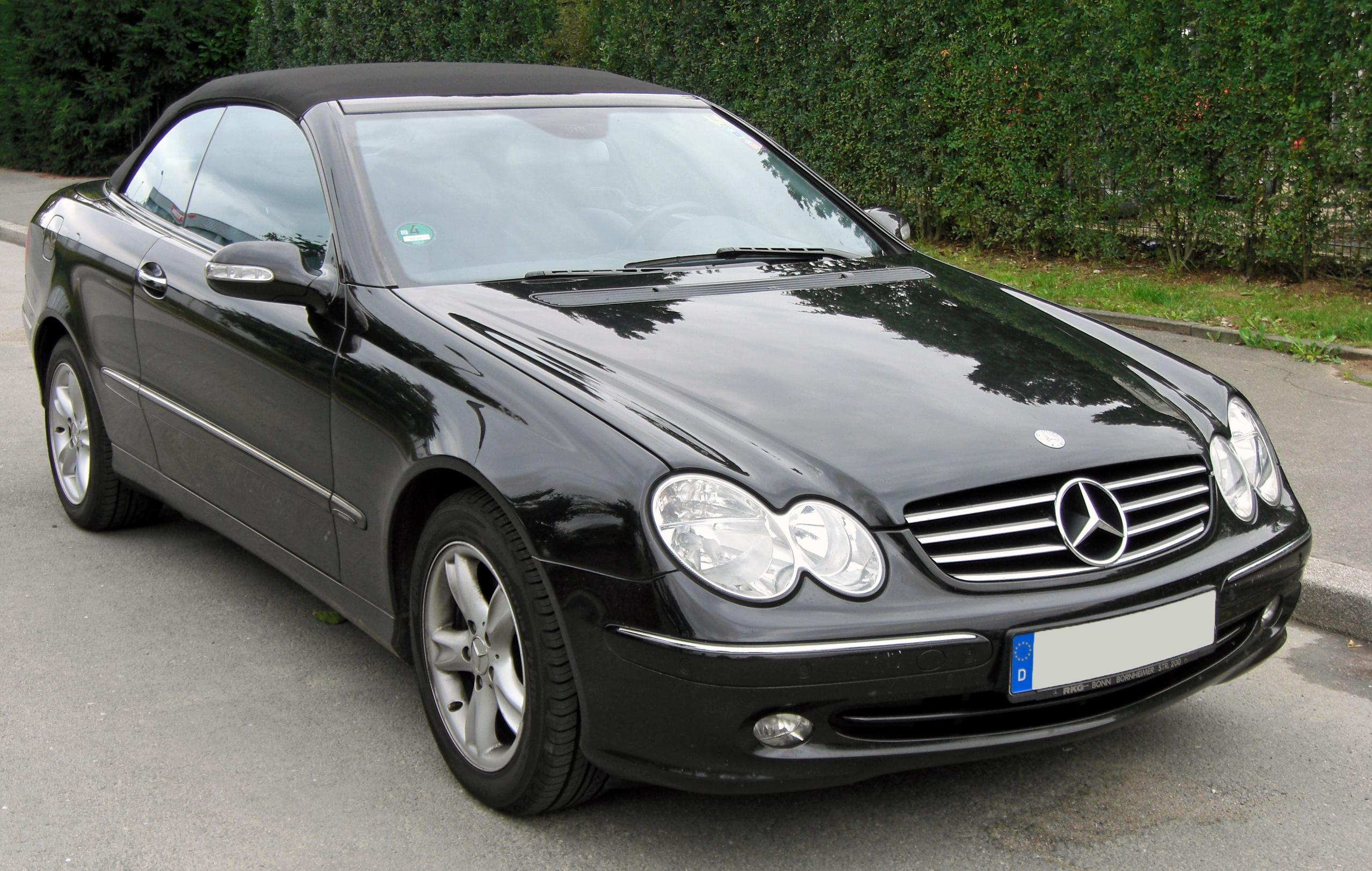
메르세데스-벤츠 CLK 클래스(전기형) 정측면

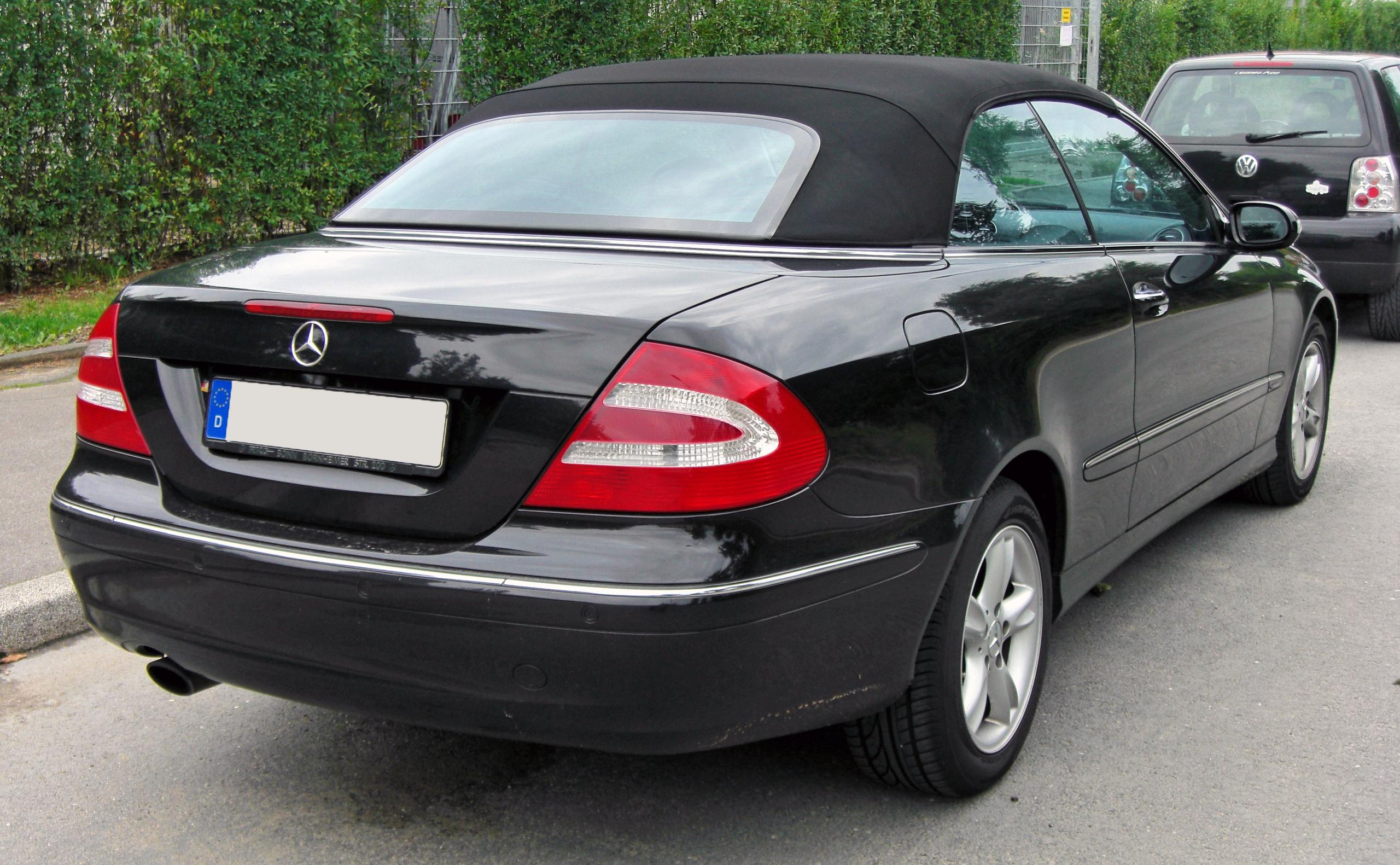
메르세데스-벤츠 CLK 클래스(전기형) 후측면

2002년에 풀 모델 체인지를 거쳤다. C209은 쿠페, A209은 카브리올레의 코드 네임이다. 2006년에 페이스 리프트를 거쳐 일부 디자인이 바뀌었다. CLK 클래스는 2009년에 단종되었으며, E 클래스 쿠페(W212)로 대체되었다.

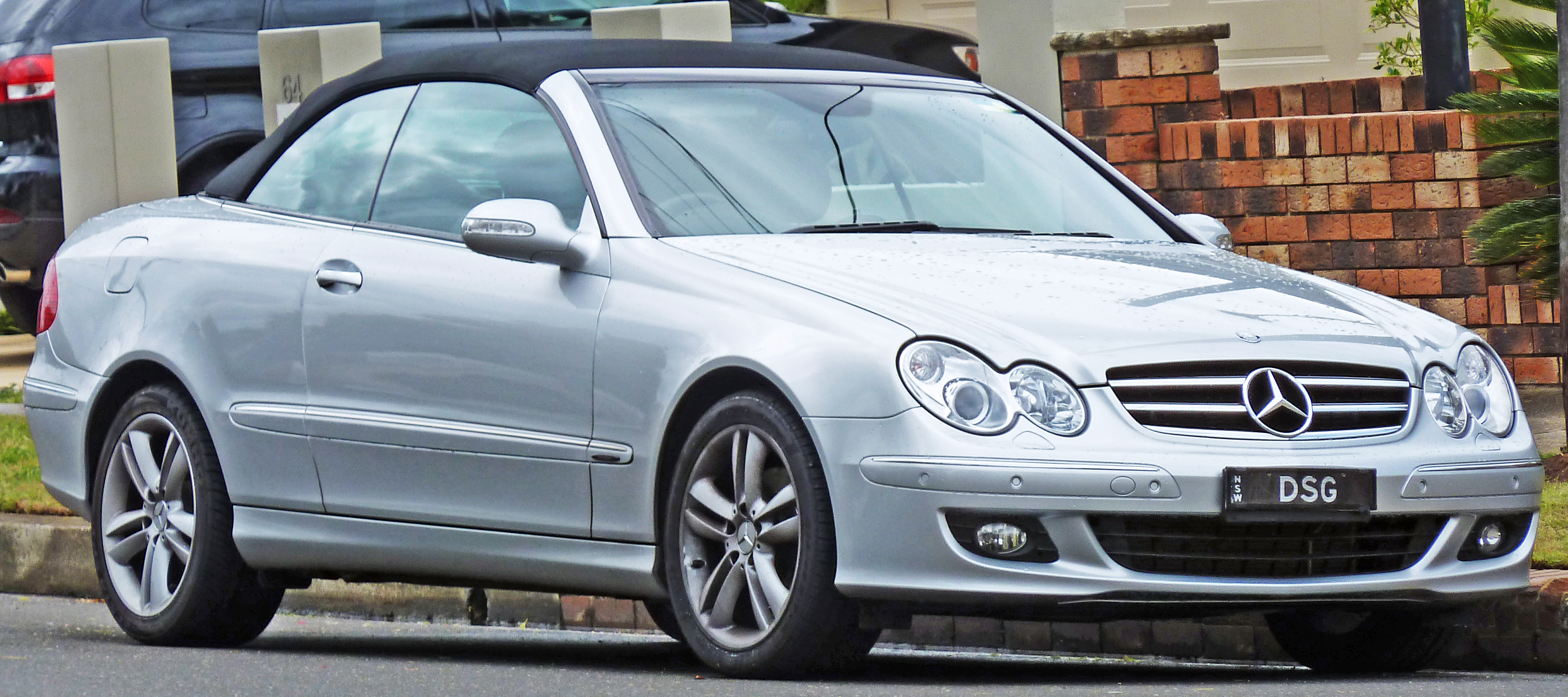
메르세데스-벤츠 CLK 클래스(후기형) 정측면
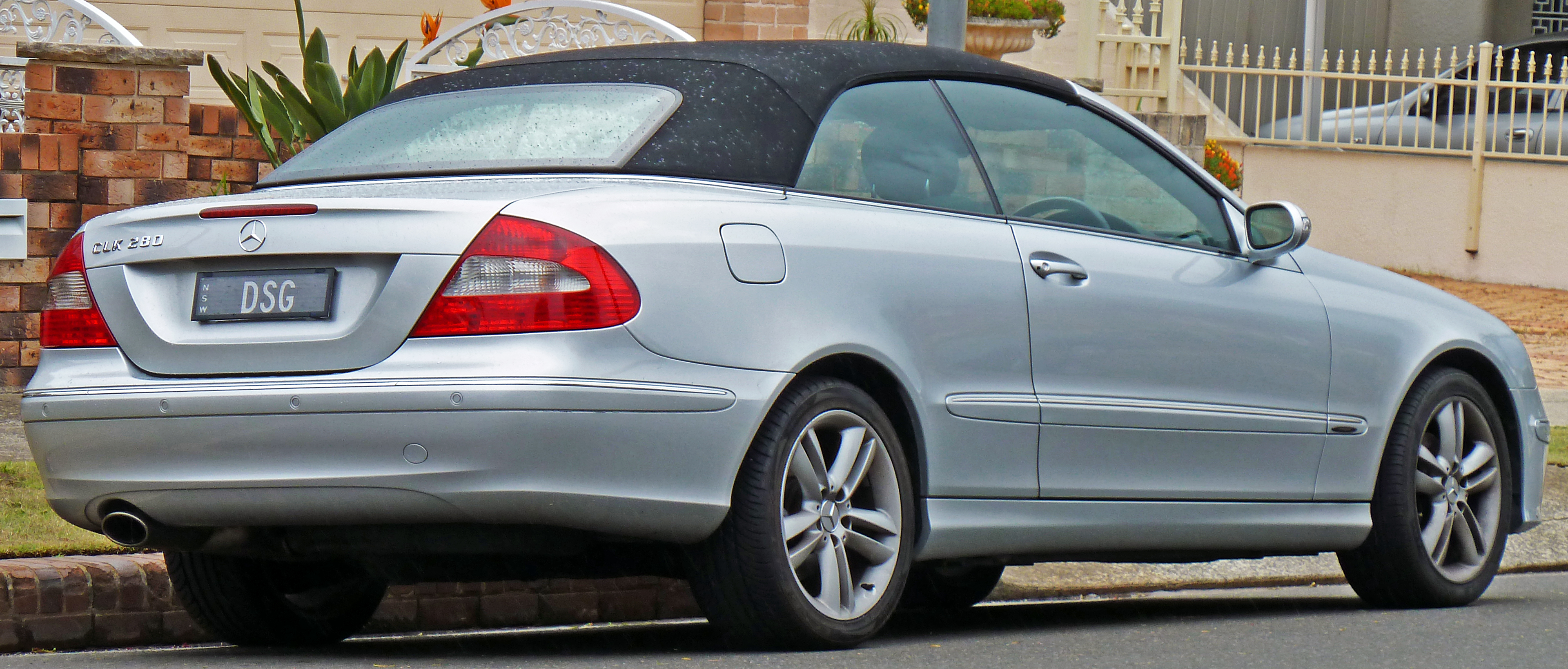
메르세데스-벤츠 CLK 클래스(후기형) 후측면